# Белохуторское сельское поселение
Белохуторское сельское поселение — муниципальное образование в составе Ленинградского района Краснодарского края России.
В рамках административно-территориального устройства Краснодарского края ему соответствует Белохуторский сельский округ.
Административный центр и единственный населённый пункт — хутор Белый.

## Население
| 2010  | 2012  | 2013  | 2014  | 2015  | 2016  | 2017  |
| ----- | ----- | ----- | ----- | ----- | ----- | ----- |
| 1228  | ↘1225 | ↗1227 | ↗1249 | ↗1277 | ↗1286 | ↘1259 |
| 2018  | 2019  | 2020  | 2021  | 2023  |       |       |
| ↘1233 | ↘1217 | ↘1200 | ↘1150 | ↘1108 |       |       |